# 新潟県道66号白根西川巻線
新潟県道66号白根西川巻線（にいがたけんどう66ごう しろねにしかわまきせん）は、新潟県新潟市南区から西蒲区に至る県道（主要地方道）である。

## 概要
新潟市白根中心部から潟東、西川中心部を経て、巻北部の松野尾に至る。
白根中心部の白根交差点から本町通交差点に掛けては中央通で、本町通交差点から七軒町に掛けては本町通の通称がある。中ノ口川を味方橋で渡り、味方中心部を抜け、潟東北部の五之上などの集落を経由して西川へ向かう。
潟東から西川に掛けては水田が広がるが、その大部分がかつて存在した潟湖鎧潟の干拓地にあたる。
西川中心部の曽根を抜けると狭隘な単車線区間となり、終点の巻北部の松野尾に至る。この先は引き続き新潟県道46号新潟中央環状線となり、国道403号（越後七浦シーサイドライン）に至る。

### 路線データ
- 本線（Google マップ）
- 路線延長：16.4km
- 起点：新潟市南区白根（白根交差点）
- 終点：新潟市西蒲区松野尾字焼山（松野尾交差点、新潟県道2号新潟寺泊線・新潟県道46号新潟中央環状線交点）

## 歴史
- 1993年（平成5年）5月11日 - 建設省から、県道白根西川巻線が白根西川巻線として主要地方道に指定される[1]。

## 路線状況

### 通称
- 白根中央通（白根交差点 - 本町通交差点）
- 白根本町通（（諏訪ノ木交差点 - ）本町通交差点 - 七軒町）

### 重複区間
- 新潟県道44号新潟燕線（新潟市西蒲区五之上 地内）
- 新潟県道374号五千石巻新潟線（新潟市西蒲区曽根地内）

## 地理

### 通過する自治体
- 新潟市（南区 - 西蒲区）

### 交差する道路
- 新潟市南区

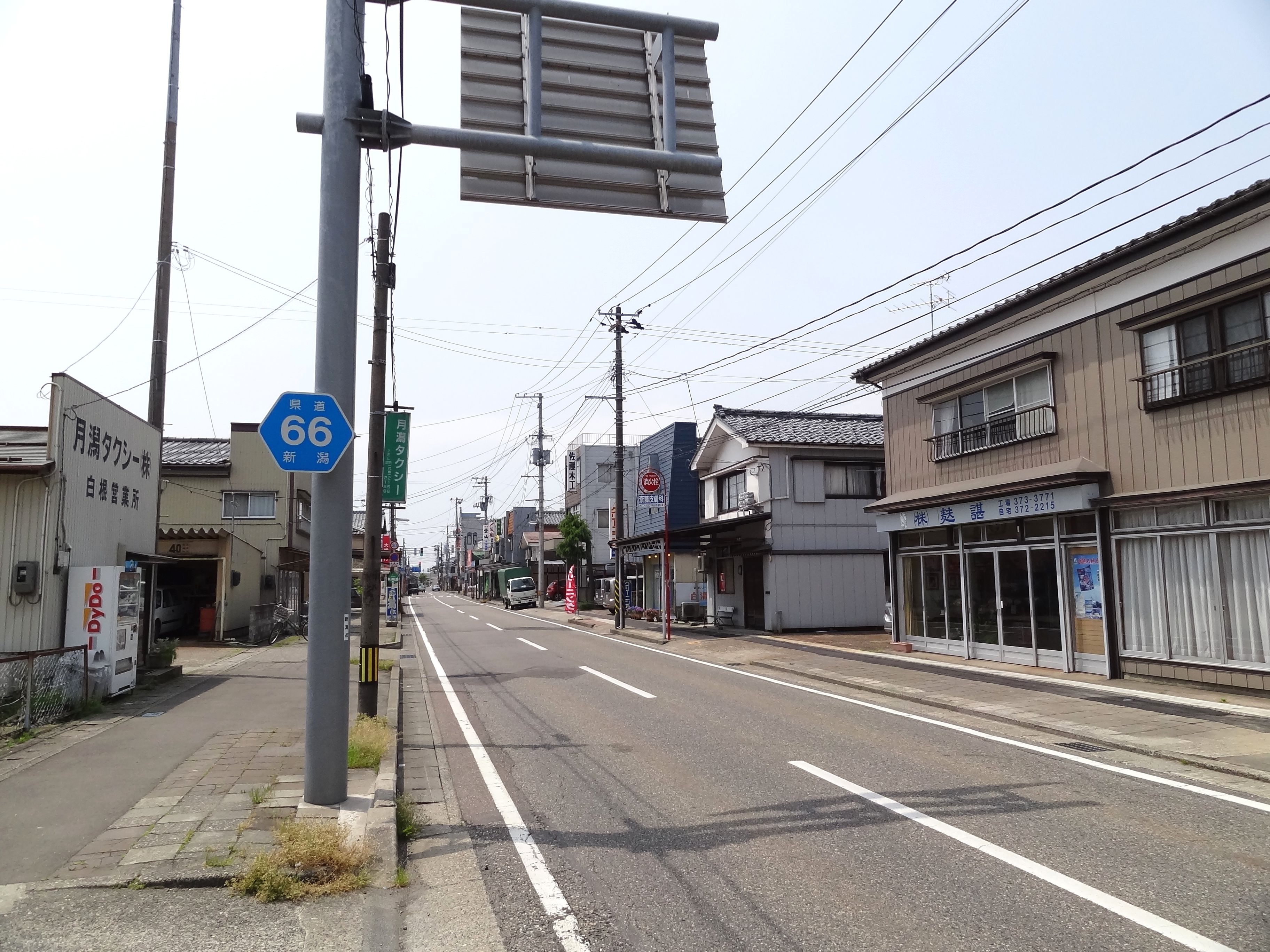
新潟市南区上下諏訪木付近

  - 白根交差点先、市道を介して国道460号、新潟県道41号白根安田線と接続
  - 新潟県道220号白根亀田線（味方橋東詰丁字路）
- 新潟市西蒲区
  - 新潟県道44号新潟燕線（五之上）
  - 新潟県道218号月潟西川線（横戸交差点）
  - 国道116号（旗屋交差点）
  - 新潟県道374号五千石巻新潟線（曽根）
  - 新潟県道2号新潟寺泊線・新潟県道46号新潟中央環状線（松野尾交差点、終点）